# Carl Gyllenberg
Carl Gyllenberg, egentligen Karl Ivar Gyllenberg, född 7 juli 1924 i Maria Magdalena församling, Stockholm, död 3 juli 2014 i Lidingö församling i Stockholms län, var en svensk konstnär, regissör, skådespelare och sångtextförfattare.
Gyllenberg regisserade år 1954 långfilmen Som i drömmar, till vilken han även skrev manus och klippte.
Långfilmen Som i Drömmar nominerades till priset Guldlejonet vid filmfestivalen i Venedig 1954.
Som skådespelare debuterade han 1944 i en kortfilm om jitterbuggsdans på danslokalen Nalen i Stockholm, Jitterbug – degeneration eller livsglädje? (1944). Han gjorde ett antal ytterligare småroller, främst under 1950- och 1960-talen.
Han har även skrivit texten till sångerna "Kärleksvisa" och "Natten är vår". Musiken till "Kärleksvisa" komponerades av Bengt-Arne Wallin och sången användes i filmen Linje sex (1958). Musiken till "Natten är vår" komponerades av Steve Kerman och sången medtogs i För tapperhet i tält (1965).
Carl Gyllenberg var medlem i konstnärsgruppen Realites Nouvelles i Paris på 1950-talet. 1961 deltog han i utställningen "Aspect 6 med Brasilia" på Liljevalchs konsthall, Stockholm.
Han bidrog i Melodifestivalen som textförfattare vid två tillfällen, 1963 till låten "Sen igår är vi kära" och 1966 till "Monte Carlo".
Gyllenberg avled 2014 och gravsattes i minneslunden på Skogskyrkogården i Stockholm.

## Filmografi
Regi och manus
- 1954 – Som i drömmar

Roller
- 1944 – Jitterbugg
- 1952 – Önskedrömmen
- 1954 – Som i drömmar
- 1969 – Oss emellan
- 1969 – Konfrontation
- 1971 – Sprejp
- 1996 – Blåa toner från Söder